# Aeroporto de Nova Mutum
O Aeroporto de Nova Mutum (Brigadeiro Eduardo Gomes) serve o município de mesmo nome. Situa-se na região central do Estado de Mato Grosso, distante cerca de 242 km da capital. A equipe da Secretaria Municipal de Obras, Viação e Serviços Urbanos de Nova Mutum está trabalhando na área de escape da pista do aeroporto do município. Já foi concluída a etapa de cascalhamento, sendo necessário para isso cerca de 1.200 cargas do material. Falta agora a compactação da pista, que é uma das últimas fases da preparação da base antes do asfaltamento. A pista do novo aeroporto de Nova Mutum, que está localizada há 3 km da zona urbana seguindo pela Rodovia da Produção (MT235), tem 1.600m de extensão e 24m de largura. A área de escape é compreendida por um corredor com 33m de largura em ambos os lados da pista, necessários para oferecer a segurança necessária na hora de pousos e decolagens. Este local está sendo nivelado e recebendo o plantio de grama. O novo aeroporto terá capacidade para receber aeronaves do tipo F-100. Com a obra concluída (em Abril de 2006) o município deve ser incluído na rota de voos regulares para a capital (Cuiabá) e também região Norte de Mato Grosso. Hoje, o atual aeroporto está localizado praticamente dentro da zona urbana e é utilizado basicamente pela aviação agrícola, aeronaves particulares e governamentais.

## Características
- Latitude: 13º 49' 02" S
- Longitude: 56º 02' 10" W
- Piso: A
- Sinalização: S
- Pista sem balizamento noturno
- Companhias aéreas:
- Distância do centro da cidade: 3 km
- Pista: 1600 m
- Contato: Rodovia da Produção (MT-235)
- Distância Aérea: Cuiabá 196 km; Brasília 902 km; São Paulo 1467 km; Porto Alegre 1868 km